# Ana de Armas
Ana Celia de Armas Caso, coneguda com a Ana de Armas (L'Havana, 30 d'abril de 1988) és una actriu de nacionalitat cubana i espanyola que viu a Los Angeles. És coneguda pel seu paper en la sèrie El internado, on ella és la Carolina Leal Solís.

## Biografia
Amb tretze anys entrà a l'escola nacional de teatre de Cuba. El seu primer èxit cinematogràfic vingué amb Una rosa de Francia, que protagonitzà amb Álex González, amb només setze anys. Més tard, el 2007, actuà en altres pel·lícules cubanes com Madrigal i la telenovel·la El Edén perdido.
Va continuar la seva carrera a Madrid, on va triomfar amb la sèrie El Internado, en la qual treballa interpretant a Carolina Leal, treballant amb Yon González, Martiño Rivas o Elena Furiase; la sèrie, que va durar set temporades, li va donar molta fama i li obrí les portes del món del cinema. També debutà al cinema actuant a la pel·lícula Canciones de amor en Lolita's Club amb l'actor Eduardo Noriega.
L'últim treball cinematogràfic d'Ana de Armas ha estat Mentiras y gordas una pel·lícula que va ser la més vista el 2010. Des de 2014 ha participat també a pel·lícules estatunidenques com Toc-toc, Daughter of God, amb Keanu Reeves, o Hands of Stone, amb Robert De Niro.

## Filmografia

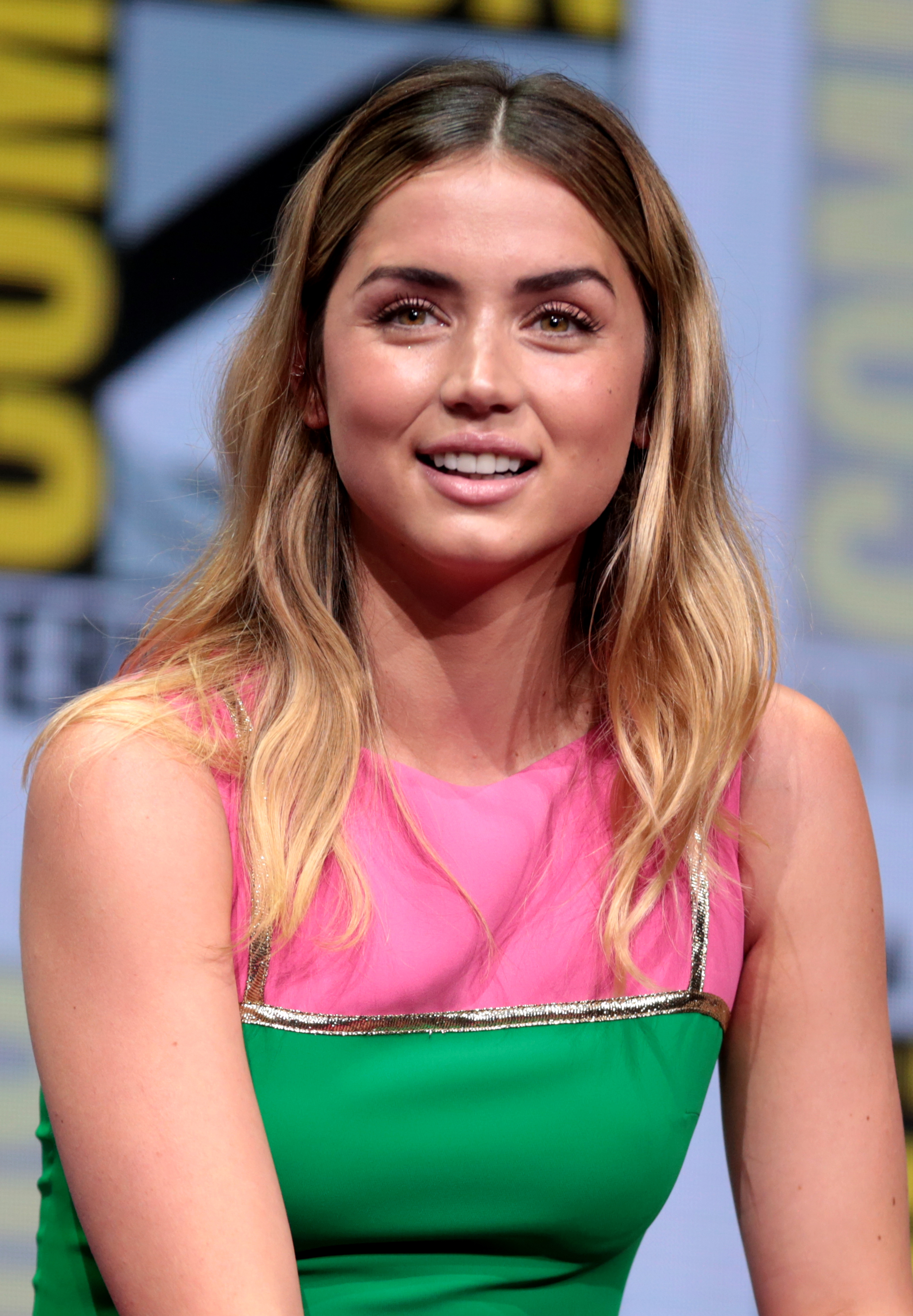
De Armas a la San Diego Comic-Con el 2017

### Televisió[7]
- El edén perdido (2007)
- El internado (Antena 3), actuant com Carolina Leal. (2007-2010)
- Hispania, la leyenda (Antena 3), actuant com Nerea. (2010-2011)

### Cinema
- Una rosa de Francia (2005)
- Madrigal (2006)
- Canciones de amor en Lolita's Club (2007)
- Mentiras y gordas. (2009)
- Gru, el meu dolent preferit. (2010) Doblatge del personatge Margo en la versió en castellà de la pel·lícula.
- El Callejón (2011)
- Hands of Stone (2013)
- La hija de Dios (2016)
- Joc d'armes (2016)
- Blade Runner 2049 (2017)
- Yesterday (2019)
- Knives Out (2019)
- Wasp Network (2019)
- No Time to Die (2020)
- Blonde (2022)
- Ghosted (2023)
- Eden (2024)

### Videoclips
- Mundo frágil de Sidecars